# Pîlkî, Izeaslav
Pîlkî (în ucraineană Пильки) este un sat în comuna Telijînți din raionul Izeaslav, regiunea Hmelnîțkîi, Ucraina.

## Demografie
Componența lingvistică a localității Pîlkî
     Ucraineană (98,68%)
     Rusă (1,32%)
Conform recensământului din 2001, majoritatea populației localității Pîlkî era vorbitoare de ucraineană (98,68%), existând în minoritate și vorbitori de rusă (1,32%).